# Anadia blakei
Anadia blakei là một loài thằn lằn trong họ Gymnophthalmidae. Loài này được Schmidt mô tả khoa học đầu tiên năm 1932.